# موسى مندلسون
موسى مندلسون (بالعبرية: משה מנדלסון) (بالإنجليزية: Moses Mendelssohn)‏ (مواليد 6 سبتمبر 1729 في ديساو - الوفاة 4 يناير 1786 في برلين) وهو فيلسوف يهودي ألماني دافع عن التسامح الديني وكان من رواد حركة هاسكالا (التنوير) التي نادت بضرورة اندماج اليهود في المجتمعات الأوروبية ونشر التنوير والتسامح وفصل الدين عن الدولة. ويعتبر في نظر أغلب اليهود هو «موسى الثالث» بعد النبي موسى وموسى بن ميمون. ومن أهم مؤلفاته «فادون» (بالإنجليزية: Phadon)‏ (نشر في 1767) والذي استوحى عنوانه من كتاب «فيدو» لأفلاطون. ويعد والد دوروثيا فيت وحفيده هو الموسيقار فيلكس مندلسون.

## حياته
نشأ وترعرع موندلسون في عائلة فقيرة، وعاش طفولته مرضا حيث أصيب بقويس دائم في العمود الفقري. وقد درس الشريعة اليهودية على يد كاهن في مسقط رأسه والذي أصبح فيما بعد كاهنا لمدينة برلين. وهاجر مندلسون إلى برلين وهو في 14 سنة من عمره لمزيد من دراسة التلمود الذي يُعتبر الأكثر قداسة من التوراة عند اليهود الأرثوذكس واهتم بدراسة آثار وأعمال موسى بن ميمون (موسى الثاني)، وتأثر به.
وتعلم اللاتينية والرياضيات والمنطق وكذلك الفلسفة، وأصبح صديقا للفيلسوف إيمانويل كانت ولكاتب الدراما اليهودي الشهير إفرايم ليسينغ (بالإنجليزية: Gotthold Lessing)‏، حيث شجعه هذا الأخير على نشر مقالات له في الفلسفة باللغة الألمانية.
واشتغل مندلسون كمدرس خاص عام 1750 في بيت إسحاق برنارد صاحب أكبر مصنع للحرير في برلين. وفي نفس السنة منحه فريدريك الأكبر (1712 – 1768) رتبة «يهودي تحت الحماية الإستثنائية» (بالإنجليزية: Jew under extraordinary protection)‏.
وكان يقود حملة له لتحرير اليهود من التبعية، وحثهم على تكوين اتحادات مع غير اليهود من رجال الحكومات والمثقفين، رغبة منه في تحسين العلاقة بين اليهود والمسيحيين. وأصبح بذلك رمزا ورائدا لحركة التنوير اليهودي التي تسمى بالعبرية هاسكالا أو التنوير العلماني الذي قاد يهود أوروبا وفيما بعد إلى حركة الصهيونية العالمية.

## مؤلفاته
لقد صاغ موسى فلسفته وفكره كامتداد لفكر كريستيان وولف فيلسوف حركة التنوير الأوروبية، وعلى فكر ليبنتز الفيلسوف العقلاني. وخرج منهما بفكر علماني.
كما ترجم إلى الألمانية كتابا بعنوان «الدفاع عن اليهود»، الذي نشره الكاتب اليهودي منسى بن إسرائيل عام 1656 مخاطبا به الشعب الإنجليزي.
وترجم كذلك مقدمة بعنوان «خلاص اليهود» في عام 1782.
وسنة 1783 قام بنشر كتاب تحت عنوان «أورشليم، أو في السلطة الدينية والديانة اليهودية» (بالإنجليزية: Jerusalem, Or on religious power and judaim)‏.
ثم أضاف بعد ذلك إلى رصيد ترجماته التاناخ حيث ترجمه هو الآخر إلى اللغة الألمانية وجمعها في كتاب واحد وهو ما يسمى ب «العهد القديم» عند المسيحيين وهو إنجيل اليهود.

## وصلات خارجية
- موسى مندلسون على موقع الموسوعة البريطانية (الإنجليزية)
- موسى مندلسون على موقع ميوزك برينز (الإنجليزية)
- موسى مندلسون على موقع إن إن دي بي (الإنجليزية)

- أعمال أو نبذة عن موسى مندلسون على أرشيف الإنترنت